# Peter Swan
Peter Swan (South Elmsall, 8 de outubro de 1936 — Chesterfield, 21 de janeiro de 2021) foi um futebolista inglês, que atuava como meio-campista.

## Carreira
Peter Swan fez parte do elenco da Seleção Inglesa que disputou a Copa do Mundo de 1962.

## Morte
Morreu em 21 de janeiro de 2021, aos 84 anos, por decorrência do Mal de Alzheimer, na cidade de Chesterfield.